# Huamalíes (província)
Huamalíes é uma província do Peru localizada na região de Huánuco. Sua capital é a cidade de Llata.

## Distritos da província
- Arancay
- Chavín de Pariarca
- Jacas Grande
- Jircan
- Llata
- Miraflores
- Monzón
- Punchao
- Puños
- Singa
- Tantamayo